# Modern Jive
Modern Jive ist ein Paartanz mit Elementen aus Swing, Lindy Hop, Rock and Roll, Salsa und anderen. Es existieren Varianten mit den Namen Ceroc, LeRoc, oder M-Jive. Das Wort Modern dient zur Unterscheidung von dem klassischen Tanzstil Jive. Der Tanz wird von dem Herrn geführt.

## Ceroc
Ceroc (frz. C'est Rock = das ist Rock) ist eine Variation, welche 1980 in London „erfunden“ wurde.
Es ist mittlerweile eine geschützte Marke. Die unter diesem Namen bekannte Tanzform wird von anderen Organisationen auch als LeRoc, Roc oder Modern Jive angeboten.